# Gilles-Marie Oppenord
Gilles-Marie Oppenord (Op den Oordt) (ur. 27 lipca 1672 w Paryżu, zm. 13 marca 1742 tamże) – francuski architekt i dekorator doby rokoko.
Jego ojciec, Alexandre-Jean Oppenord, był ebenistą niderlandzkim. Po siedmioletnim pobycie w Rzymie w latach 1692–1699, gdzie prowadził studia nad barokiem, powrócił do Francji i nawiązał współpracę ze słynnym architektem króla Jules’em Hardouin-Mansart. W 1709 został architektem i ulubionym dekoratorem regenta, na którego zlecenie dekorował wnętrza Palais-Royal w Paryżu w nowym stylu (wieciej przestrzeni zapełnionej, mniej wolnego miejsca). Zaprojektował oranżerię pałacu Pierre’a Crozat w Montmorency, a także boazerie w pałacu de Pomponne oraz w salonie pałacu d’Assy. Od 1718 wznosił nawę i transept kościoła Saint-Sulpice w Paryżu.

## Uczniowie i kontynuatorzy
- Jean-François de Cuvilliés (1695-1768)